# LÉ Aisling (P23)
LÉ Aisling (P23) — корабль ВМС Ирландии, третий в серии из трёх кораблей, получил имя «Эйслинг» в честь гэльского поэтического жанра, название было выбрано в память о сотой годовщине со дня рождения Патрика Пирса, сделавшего значительный вклад в гэльскую литературу.

## История
Корабль был построен в Ирландии и вошёл в строй в конце 1979 года. Несмотря на базирование на Холбоулин, экипаж корабля связывают шефские отношения с городом Голуэй.
В ходе модернизации «Эйслинга» орудие Bofors L60 было заменено на L70, что повысило точность и дальность стрельбы.
29 сентября 1984 года «Эйслинг» совместно с «Эмер» участвовал в операции по задержанию и досмотру судна «Марита Энн» (Marita Ann), на борту которого было обнаружено значительное количество оружия и боеприпасов. Были конфискованы 7,1 т вооружения, которое загрузили на борт в Бостоне сторонники ИРА. Все пять членов экипажа траулера, среди которых был член ИРА Мартин Феррис, были арестованы.
Вечером 19 октября того же года «Эйслингом» у побережья графства Уэксфорд был обнаружен испанский рыболовный траулер «Соня» (Sonia), вошедший в территориальные воды Ирландии и не отвечавший на требования остановиться для досмотра. В результате завязалась погоня, в ходе которой траулер был обстрелян, получил серьёзные повреждения и затонул у полуострова Корнуолл 20 октября.
В 1986 году «Эйслинг» участвовал в спасательной операции и поисках останков разбившегося у побережья Ирландии в результате взрыва бомбы в багажном отделении авиалайнера Boeing 747-237B рейса 182 компании Air India, за время участия в операции на корабль было поднято 38 тел погибших.
В 2017 году 23 марта был продан на аукционе голландскому покупателю за 110000 евро.
После перепродажи несёт службу в ВМС Ливии.